# Universiteit van Costa Rica
De Universiteit van Costa Rica (Spaans: Universidad de Costa Rica, afgekort UCR) is een openbare universiteit in de republiek Costa Rica. De primaire campus bevindt zich in San Pedro. Het is het oudste, grootste en meest prestigieuze instituut voor hoger onderwijs in Costa Rica. Er studeren ongeveer 39.000 studenten.

## Geschiedenis
Het eerste instituut voor hoger onderwijs in Costra Rica was de Universiteit van St. Thomas (Universidad de Santo Tomás), die werd opgericht in 1843. Dat instituut had nauwe banden met de rooms-katholieke Kerk, en werd gesloten in 1888 door de progressieve antiklerkalistische overheid van president Bernardo Soto Alfaro als onderdeel van de modernisering van het openbaar onderwijs. De vier afdelingen van de universiteit, rechtsgeleerdheid, landbouwkunde, schone kunsten en farmacie, bleven wel bestaan als onafhankelijke scholen. In 1940 werden de vier scholen weer verenigd tot de hedendaagse Universiteit van Costa Rica.
De UCR was lange tijd de enige universiteit van Costa Rica, tot in 1972 en 1973 respectievelijk het Costa Rica Instituut voor Technologie (Instituto Tecnológico de Costa Rica) en de Nationale Universiteit van Costa Rica (Universidad Nacional de Costa Rica) werden geopend door de overheid. De eerste particuliere universiteit, Autonomous University of Central America (Universidad Autónoma de Centroamérica), werd opgericht in 1975. De UCR is echter nog wel altijd de grootste universiteit in Costa Rica.

## Organisatie
De UCR is onderverdeeld in zes grote academische gebieden:
- Landbouwwetenschappen
- Basiswetenschappen
- Techniek
- Gezondheid
- Kunst en letteren
- Sociale Wetenschappen

Binnen elk van die gebieden zijn verschillende opleidingen te volgen. Verder bevat het UCR 26 onderzoeksinstellingen.
De universiteit heeft samenwerkingsverbanden met de DAAD (een Duitse instelling), de overheden van Japan, Frankrijk, Mexico, Spanje en Taiwan, de Europese Unie, en enkele onderzoeksinstituten in de Verenigde Staten.

## Bekende studenten
- Virginia Pérez-Ratton (1950-2010), kunstenaar en curator
- Epsy Campbell Barr (1963), eerste vicepresident van Costa Rica (2018-2022)